# Heliconius vittatus
Heliconius vittatus är en fjärilsart som beskrevs av Butler 1873. Heliconius vittatus ingår i släktet Heliconius och familjen praktfjärilar. Inga underarter finns listade i Catalogue of Life.